# .tokyo
Доменное имя tokyo — это домен верхнего уровня (TLD) для Токио в системе доменных имён Интернета. 13 ноября 2013 г. ICANN и GMO Registry заключили соглашение о реестре, согласно которому GMO Registry управляет TLD .tokyo.
Как и большинство других доменных имен верхнего уровня, .tokyo может быть зарегистрирован любым человеком, вне зависимости от его местожительства.